# Carla Zawischková-Ossenitzová
Carla Zawischková-Ossenitzová, nepřechýleně Carla Zawisch-Ossenitz, rozená Caroline Maria Freiin Zawisch von Ossenitz (15. dubna 1888 Znojmo – 21. června 1961 Štýrský Hradec), byla rakouská histoložka a embryoložka a vysokoškolská lektorka.

## Život
Byla nejmladší dcerou statkáře a právníka Paula von Zawisch-Ossenitz a hraběnky Marie Montecuccoli degli Erri. Vyrůstala v Brně, navštěvovala šlechtickou internátní školu ve Vídni. V roce 1916 složila dvě učitelské zkoušky z angličtiny a francouzštiny.  Na podzim 1917 se zapsala na Filosofickou fakultu Vídeňské univerzity;  na medicínu přešla v roce 1918. Doktorát získala v roce 1923.
V letech 1924 až 1926 pracovala jako pomocná lékařka ve vídeňské dětské nemocnici, poté do roku 1929 jako aspirantka a sekundární lékařka v nemocnici na Landstraße. V roce 1927 vydala knihu Správná strava podle Pirquetova systému a také rozhlasové přednášky o histologických a jiných vědeckých otázkách. Od června 1930 byla asistentkou histologického ústavu vídeňské univerzity pod vedením Josefa Schaffera. V roce 1932 spoluzaložila katolický lékařský spolek St. Luke’s Guild a vydávala jeho časopis.
V roce 1934 se kvalifikovala  se svou prací Orgán mazové žlázy ve zevním zvukovodu hlodavců a hmyzožravců. V roce 1936  byla vědeckou organizátorkou mezinárodního kongresu Cechu svatého Lukáše ve Vídni, kde se hovořilo i o aktuálním tématu eugeniky. Po anšlusu Rakouska byla zatčena jako údajná odpůrkyně nacistů, přišla o práci na univerzitě a její venia legendi. Po šesti týdnech vězení byla propuštěna 3. května 1938. Za druhé světové války upchla do Francie a odtud do USA, kde se živila drobnými pracemi.
V roce 1946 se vrátila do Rakouska. Dne 15. dubna 1947 převzala mimořádnou katedru histologie a embryologie na Lékařské fakultě Univerzity ve Štýrském Hradci a zároveň vedení Histologicko-embryologického ústavu. V roce 1947 byla jmenována docentkou. Profesorkou byla jmenována v roce 1956.
Na univerzitě se kromě odborných přednášek z histologie a anatomie věnovala také lékařské etice. Na podzim 1949 podnikla půlroční studijní cestu do USA. Rakousko reprezentovala jako jediná histoložka na 6. mezinárodním anatomickém kongresu v Paříži v roce 1955. V roce 1959 se stala emeritní profesorkou.

## Dílo (výběr)
- Die richtige Ernährung. Nach dem Pirquet'schen System dargestellt für die Hausfrau. Tyrolia, Innsbruck 1927.
- Werden des christlichen Arztes. Persönlichkeit und Gestaltung. Benziger, Köln 1937.
  - Il Medico cattolico. Vita e Pensiero, Mailand 1938.
  - La Formation du médecin chrétien. Vorwort Henri Bon. Paris 1941.